# Цьмахово
Цьмахово (пол. Ćmachowo) — село в Польщі, у гміні Вронки Шамотульського повіту Великопольського воєводства.
Населення — 552 особи (2011).
У 1975-1998 роках село належало до Пільського воєводства.

## Демографія
Демографічна структура станом на 31 березня 2011 року:
|          | Загалом | Допрацездатний вік | Працездатний вік | Постпрацездатний вік |
| -------- | ------- | ------------------ | ---------------- | -------------------- |
| Чоловіки | 267     | 61                 | 183              | 23                   |
| Жінки    | 285     | 63                 | 163              | 59                   |
| Разом    | 552     | 124                | 346              | 82                   |